# Antoine de Bourbon-Siciles
Ne doit pas être confondu avec Antoine de Bourbon-Siciles (1929-2019).
Antoine des Deux-Siciles (23 septembre 1816 - 12 janvier 1843) est un prince italien, membre de la maison de Bourbon-Deux-Siciles. Titré comte de Lecce, il était le fils de François Ier, roi des Deux-Siciles. Il est tué à l'âge de 26 ans.

## Biographie
Antoine est le quatrième fils du roi François Ier des Deux-Siciles et de sa seconde épouse Marie-Isabelle d'Espagne. Il est né le 23 septembre 1816 à Palerme, pendant le règne de son grand-père paternel, Ferdinand Ier des Deux-Siciles , qui lui a donné le titre de comte de Lecce.
En 1829, à l'occasion du mariage de sa sœur Marie-Christine avec le roi Ferdinand VII d'Espagne, il accompagne ses parents dans un voyage à travers l'Italie, la France et l'Espagne.
Au cours du règne de son frère, le roi Ferdinand II, Antoine devient vite connu pour son comportement agité. En 1832, Ferdinand demande pour son frère la main de Louise d'Artois, qui est par ailleurs leur nièce, car fille de leur demi-sœur. La duchesse d'Angoulême, tutrice de la princesse, refuse ce mariage car, à cette époque, le comte de Lecce a déjà une réputation de coureur de jupons bien établie.
En 1842, Antoine, à seulement vingt-six ans, est un prince de santé fragile après avoir surmonté des attaques répétées de paralysies. En plus de cela, il avait contracté le choléra mais en avait guéri. Il possédait une petite maison à Giugliano qu'il utilisait comme garçonnière. Il est battu à mort le 12 janvier 1843 par le mari jaloux d'une femme mariée, qu'il avait tenté de séduire. Le crime n'a pas été rendu public, afin d'éviter un scandale.